# Monocerotesa levata
Monocerotesa levata är en fjärilsart som beskrevs av Louis Beethoven Prout 1926. Monocerotesa levata ingår i släktet Monocerotesa och familjen mätare. Inga underarter finns listade i Catalogue of Life.